# Jupiter Instruments
Jupiter Instruments ist ein Markenname für Musikinstrumente des taiwanischen Unternehmens Kung Hsue She (übersetzt: „Firma, die Bildung und Kultur unterstützt“), kurz KHS, das 1930 gegründet wurde.
KHS stellte Schulmaterialien und Musikinstrumente her. 1980 gab die Firma ihren Instrumenten den Markennamen „Jupiter“. Die Produktpalette umfasste ursprünglich fünf Instrumente. Heute sind 130 verschiedene Instrumente im Programm, darunter zum Beispiel Klarinetten, Querflöten, Saxophone sowie Trompeten und Posaunen.